# Fundición Frigard
La Fundición Frigard es una fábrica siderúrgica construida por los arquitectos José Sáez de Tejada en 1892 y Víctor Beltrí en 1918, en el barrio de Peral de la ciudad española de Cartagena (Región de Murcia).

## Historia
El edificio fue construido por la compañía La Maquinista Agrícola, Minera y Marítima, propiedad del empresario marsellés Jules Frigard Canú, según proyecto del maestro de obras cartagenero José Sáez de Tejada en el año 1892. Frigard, que había acudido a España llamado a participar en el desagüe de las minas de la sierra Almagrera para después instalarse en Cartagena, había decidido en un primer momento levantar una fundición en el barrio de la Concepción, pero más tarde la asentó en el emergente barrio de Peral.
En 1918 se encomendó a Víctor Beltrí, tortosino por entonces ya consolidado como arquitecto de referencia de la burguesía de la ciudad, la ampliación y reforma del inmueble bajo los parámetros del modernismo. Bajo la dirección de Diego Frigard Sánchez, hijo del propietario, se fabricaban utensilios para trabajos en el puerto o la explotación de la sierra minera, como noráis o cables de acero. La fundición pasó sin embargo a manos de Miguel Rodríguez Yúfera, sucedido más tarde por su hijo, para terminar siendo clausurada en 1927. Actualmente, esta pieza del patrimonio industrial y modernista de Cartagena pertenece a una empresa de distribución de bebida, que emplea las naves como almacén.

## Arquitectura

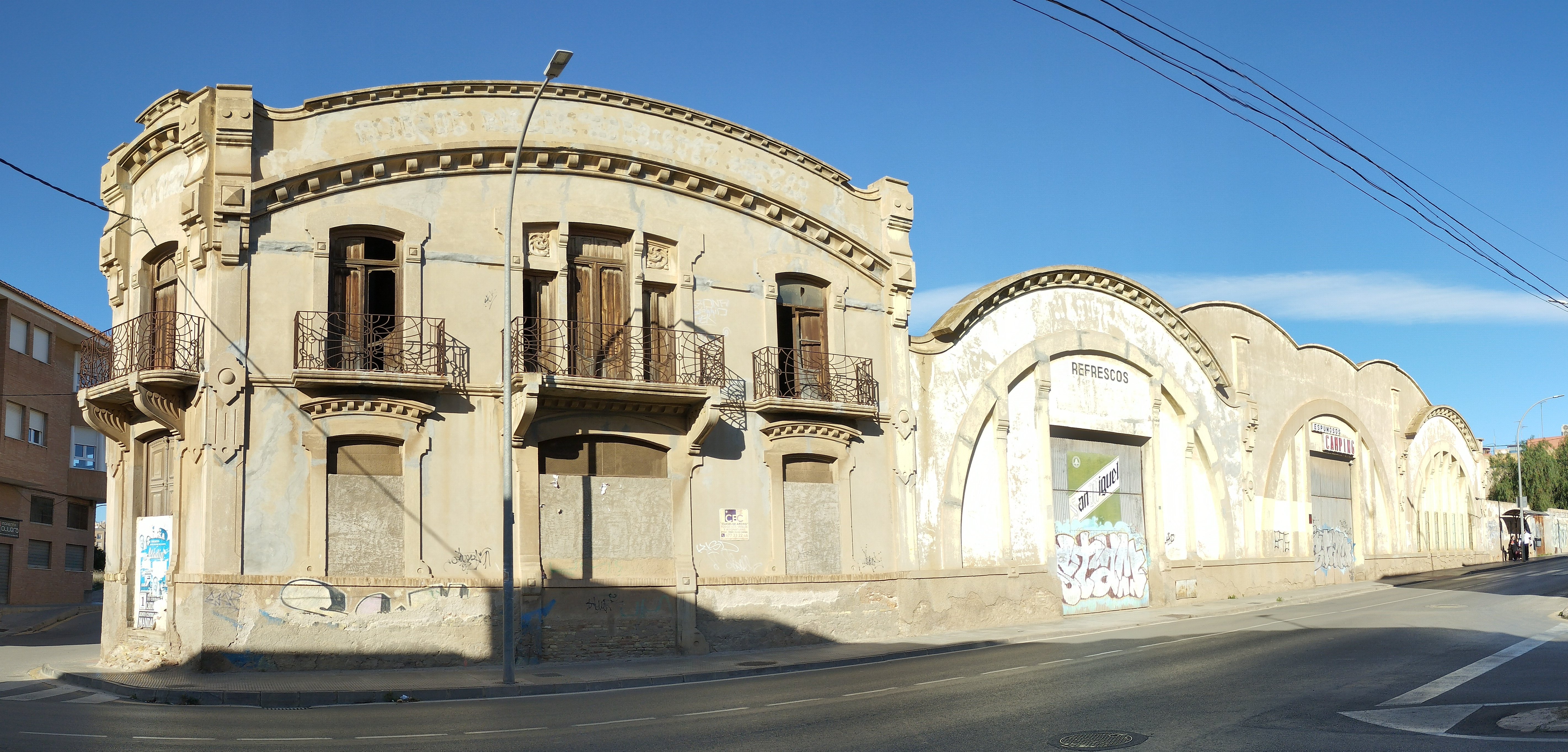
El edificio, visto en panorámica.

El edificio de Sáez de Tejada consistía en tres naves rectangulares contiguas envueltas por una valla de hierro que delimitaba el patio, mientras que las paredes eran de mampostería e hilada de ladrillo. La cimentación era de hormigón hidráulico y la cubierta, inclinada a dos aguas sobre armadura de madera con placas de cinc ondulado y tragaluces.
La obra de Beltrí enlaza con la Secesión de Viena, de la misma forma que en otros proyectos como el Gran Hotel (1917) o la Casa del Niño (1929), notándose en la fundición la influencia de los modernistas catalanes Jeroni Granell y Cèsar Martinell. El complejo está compuesto por la parte dedicada a oficina y la parte industrial, en la que las naves de cubierta curva dejan una serie de patios intercalados que serían cerrados con las obras, mientras los balcones del bloque dedicado a oficinas se cierran con barandillas de hierro ornamentadas. La fachada de las naves está constituida con un vano semicircular reforzado con finos pilares.